# The New Magdalen (film 1914)
The New Magdalen è un cortometraggio muto del 1914 diretto da Travers Vale. Venne prodotto dalla Biograph Company e distribuito dalla General Film Company. Fu il terzo adattamento per lo schermo dell'omonimo romanzo di Wilkie Collins (1873) dopo The New Magdalen del 1910 di Joseph A. Golden e The New Magdalen del 1912 diretto da Herbert Brenon.

## Trama
Sola al mondo, Mercy Merrick è costretta a lavorare duramente per poter vivere. Una sera, la fame la fa svenire davanti alla porta di un ristorante. Uno dei clienti, che l'ha vista cadere, la rianima con un bicchiere di vino. Il suo soccorritore, però, si dimostra un essere abietto. Dopo averla sedotta, approfittando delle sue deboli forze, l'abbandona. Lei, avendo ormai imboccato una cattiva strada, viene in seguito arrestata per taccheggio e, sebbene innocente, condannata. Dalla prigione, viene poi portata in una casa rifugio, dove l'aiutano a trovare un lavoro presso una signora molto ricca. Ma la sua storia diventa nota presso gli altri servitori e Mercy è costretta ad andarsene. Tornata alla casa rifugio, diventa infermiera. Uno dei medici con cui lavora, si innamora di lei ma, venuto a conoscenza del suo passato, la lascia. L'unica consolazione che le resta è frequentare la chiesa e assistere ai sermoni del reverendo Julian Gray. Lasciata l'Inghilterra per diventare infermiera della Croce Rossa, Mercy cede alla tentazione e, vestendo i panni di una donna che lei crede morta, crede di potere in tal modo iniziare una nuova vita.

## Produzione
Il film fu prodotto dalla Biograph Company

## Distribuzione
Distribuito dalla General Film Company, il film - un cortometraggio in due bobine - uscì nelle sale cinematografiche statunitensi il 10 novembre 1914.